# Bandar-e Emam Khomeyni
Bandar-e Emam Khomeynī o Bandar-e Imam Khomeini (farsi بندر امام خمینی) è una città portuale dello shahrestān di Mahshahr, circoscrizione di Bandar-e Emam Khomeyni, nella provincia del Khūzestān. Le è stato dato il nome dell'ayatollah Khomeini, mentre prima della Rivoluzione iraniana del 1979 era conosciuta con il nome di Bandar Shahpur. Aveva, nel 2006, una popolazione di 67.078 abitanti.
Il porto si trova al termine della linea ferroviaria trans-iraniana che collega il mar Caspio e Teheran con il golfo Persico ed è un importante punto di carico di container.